# 约翰·福特
约翰·福特（英語：John Ford，1894年2月1日—1973年8月31日），原名約翰·馬丁·芬尼（John Martin Feeney），美国著名电影导演及美國海軍退役將領。生于缅因州伊丽莎白角一个爱尔兰移民家庭。早年曾在影片《一个国家的诞生》（戴维·沃克·格里菲思执导）演出。1924年首次拍片《铁骑》，至1966年共拍摄140多部影片。福特的创作最能体现勇敢开拓的美国精神，他被誉为美国最伟大的电影导演之一。。
约翰·福特是有史以來奧斯卡最佳導演獎得獎最多的電影導演，計4次得獎：《革命叛徒》、《怒火之花》、《翡翠谷》、《蓬門今始為君開》。他在二次大戰期間兩度得到奧斯卡最佳紀錄片獎：《中途島》和《十二月七日》。福特也是美國電影學會終身成就獎首位得主。
他與演員約翰·韋恩維持長達35年，多達21次的合作。其他經常合作的著名演員還有詹姆斯·史都華（4次）、亨利·方達（8次）、維多·麥克勞倫（12次）。福特是位溫和派共和黨人，他與韋恩及史都華相當志同道合，與導演霍華·霍克斯也有甚好的交情。
在约翰·福特眾多經典西部片中，一般被認為是巔峰之作的有《驛馬車》、《侠骨柔情》、《搜索者》、《雙虎屠龍》等影片。他另有3部經典作品《要塞風雲》、《黃巾騎兵隊》、《邊疆鐵騎軍》合稱為「騎兵隊三部曲」。
约翰·福特在二戰期間，福特擔任戰略服務辦公室攝影組組長，並為海軍部製作紀錄片。他被委任為美國海軍預備隊的指揮官。在此期間，他又獲得了兩項奧斯卡金像獎，一項是半紀錄片《中途島之戰》（1942 年），另一項是宣傳片《12 月 7 日：電影》（1943 年）。福特從沙島發電廠拍攝日軍進攻中途島，左臂被機槍子彈擊傷，他於二次大戰期間參與過諾曼第戰役的奧馬哈海灘登陸，以攝影機紀錄歷史，曾獲授功績勳章（美軍第6高勳獎）及紫心勳章。戰後晉升至美國海軍預備役一星少將。1973年獲頒美國平民的最高榮譽總統自由勳章。他與美國陸軍航空軍出身的詹姆斯·史都華是好萊塢僅有的兩位將軍。

## 榮譽

### 軍職及文職勳獎
- 军功勋章（Legion of Merit Medal）
- 紫心勳章（Purple Heart Medal）
- 本土防禦服役獎章（American Defense Service Medal）
- 歐洲-非洲-中東作戰獎章（European-African-Middle Eastern Campaign Medal）
- 亞太作戰獎章（Asiatic-Pacific Campaign Medal）
- 美國本土作戰獎章（American Campaign Medal）
- 第二次世界大戰勝利紀念章（World War II Victory Medal）
- 預備役服役獎章（Armed Forces Reserve Medal）
- 總統自由勳章（Presidential Medal of Freedom）

### 主要得獎電影
- 奧斯卡最佳導演獎得獎
  - 《革命叛徒》
  - 《怒火之花》
  - 《翡翠谷》
  - 《蓬門今始為君開》
- 奧斯卡最佳導演獎提名
  - 《驛馬車》
- 奧斯卡最佳紀錄片獎得獎    
  - 《中途島戰役》
  - 《十二月七日》
- 奧斯卡最佳影片獎提名 
  - 《亞羅史密斯》
  - 《革命叛徒》
  - 《歸途路迢迢》
  - 《蓬門今始為君開》
- 美國電影學會終身成就獎
- 美國導演工會最佳導演獎
  - 《蓬門今始為君開》
- 美國導演工會終身成就獎
- 紐約影評人協會最佳導演獎
  - 《革命叛徒》
  - 《驛馬車》
  - 《怒火之花》
  - 《翡翠谷》
- 美國電影評議會最佳導演獎
  - 《最後歡呼》
- 威尼斯電影節特別推薦獎
  - 《英宮恨》
  - 《世界在運轉》
- 金獅獎終身成就獎
- 好萊塢星光大道

## 主要作品
- 《铁骑》(The Iron Horse) (1924年)
- 《一门四子》(Four Sons) (1928年)
- 《最后的巡罗兵》(The Lost Patrol) (1934年)
- 《革命叛徒（英语：The Informer (1935 film)）》(The Informer) (1935年)
- 《鲨岛逃生记》(The Prisoner of Shark Island) (1936年)
- 《少年林肯》(Young Mr. Lincoln) (1939年)
- 《驛馬車》(Stagecoach) (1939年)
- 《愤怒的葡萄》(The Grapes of Wrath) (1940年)
- 《翡翠谷》(How Green Was My Valley) (1941年)
- 《中途岛战役（英语：The Battle of Midway (film)）》(The Battle of Midway) (1942年)(纪录片)
- 《十二月七日》(December 7th ) (1943年)(纪录片)
- 《侠骨柔情》(My Darling Clementine) (1946年)
- 《要塞風雲》(Fort Apache) (1948年)
- 《黃巾騎兵隊》(She Wore a Yellow Ribbon) (1949年)
- 《邊疆鐵騎軍》(Rio Grande) (1950年)
- 《蓬門今始為君開》(The Quiet Man) (1952年)
- 《西点军魂》(The Long Gray Line) (1955年)
- 《羅伯先生》(Mister Roberts) (1955年)
- 《搜索者》(The  Searchers) (1956年)
- 《碧血濺長空》(The Wings of Eagles) (1957年)
- 《魔鬼騎兵團》(The Horse Soldiers) (1959年)
- 《雷克军曹》(Sergeant Rutledge) (1960年)
- 《麥凱警長》(Two Rode Together) (1961年)
- 《雙虎屠龍》(The Man Who Shot Liberty Valance) (1962年)
- 《西部開拓史》(How the West Was Won) (1962年)
- 《珊島樂園》(Donovan's Reef) (1963年)
- 《安邦定國誌》(Cheyenne Autumn) (1964年)